# Joseph Martin Kraus
Joseph Martin Kraus, född 20 juni 1756 i Miltenberg i Tyskland, död 15 december 1792 i Stockholm, var en tysk-svensk tonsättare. Kraus är begravd inom Kungliga nationalstadsparken.

## Liv och verk
Joseph Martin Kraus far var ämbetsman och det var planerat att han skulle ha följt sin fars yrkesbana. Joseph Martin Kraus studerade i Mannheim 1768–1771. Han studerade juridik och filosofi vid Mainz universitet, Erfurts universitet och Göttingens universitet mellan 1773 och 1778, men studerade samtidigt musik och komponerade vilket var hans främsta intresse.
Kraus kom till Sverige 1778 tillsammans med Carl Stridsberg, en svensk som han lärt känna i Göttingen. Den 29 november 1780 invaldes han som ledamot 76 av Kungliga Musikaliska Akademien. Efter att operan Proserpin med libretto av Kellgren efter ett utkast av Gustav III, uppförts på Ulriksdals slottsteater och gillats av hovet, fick Kraus, på kungens bekostnad, resa tillbaka ut i Europa i fem år för att ytterligare förkovra sig musikaliskt. Han lärde där känna bland andra Haydn, Gluck och Salieri. Det är möjligt att han även träffade Mozart eftersom de båda var frimurare. Kraus var medlem i frimurarlogen Zur gekrönten Hoffnung i Wien .
Då Kraus återvände till Stockholm engagerades han som hovkapellmästare vid Kungliga Operan, och han skrev bland annat på uppdrag av Gustav III en marsch till öppnandet av Riksdagen 1789, Riksdagsmusiken. Han blev god vän med Carl Michael Bellman och tillsammans skrev de bland annat kantaten Fiskarstugan (1792) och hyllningssången Mozarts död (1792).
Verket Dido och Aeneas, baserad på Kellgrens Aeneas i Carthago, som skrevs för öppnandet av det nya operahuset, som framfördes först sju år efter hans död, betraktas som hans största verk, den varar i cirka 5 timmar oavkortat skick och är gigantisk med arior, duetter, ensembler, marscher, körer och baletter i ett och får ses som en förwagnersk opera. Den har bland annat framförts på statsteatern i Stuttgart 2006.

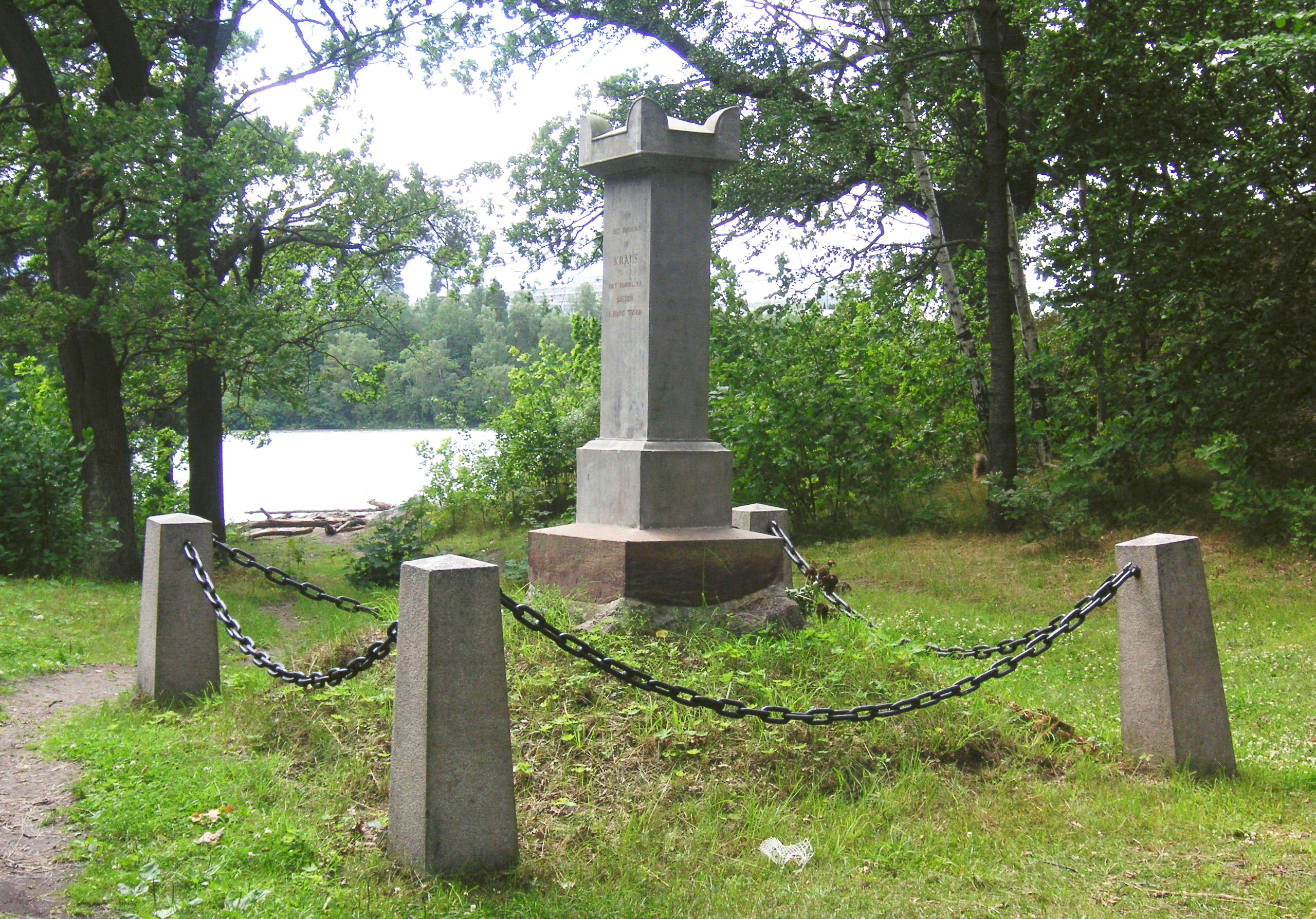
Kraus grav på Tivolihalvön i Solna kommun.

Kraus, som ibland har kallats "den svenske Mozart", avled år 1792. Han var då 36 år gammal samt sjuk och utfattig. Han ligger begraven på halvön Tivoli i Bergshamra, hans vänner bar kistan över Brunnsvikens is. Det nuvarande monumentet med inskriptionen: "Här det jordiska af Kraus, det himmelska lefver i hans toner", restes 1846. Det monumentet ersatte originalmonumentet från 1700-talet som var pyramidformat. Han hade själv önskat att få bli begraven där, då han ofta promenerade och njöt av området och dess utsikt. Han var god vän med grevarna Barck som hade besittningsrätten över Bergshamra-halvön och han vistades ofta i deras hus där han också komponerade musik.. En studie av Kraus val av gravplats har publicerats.

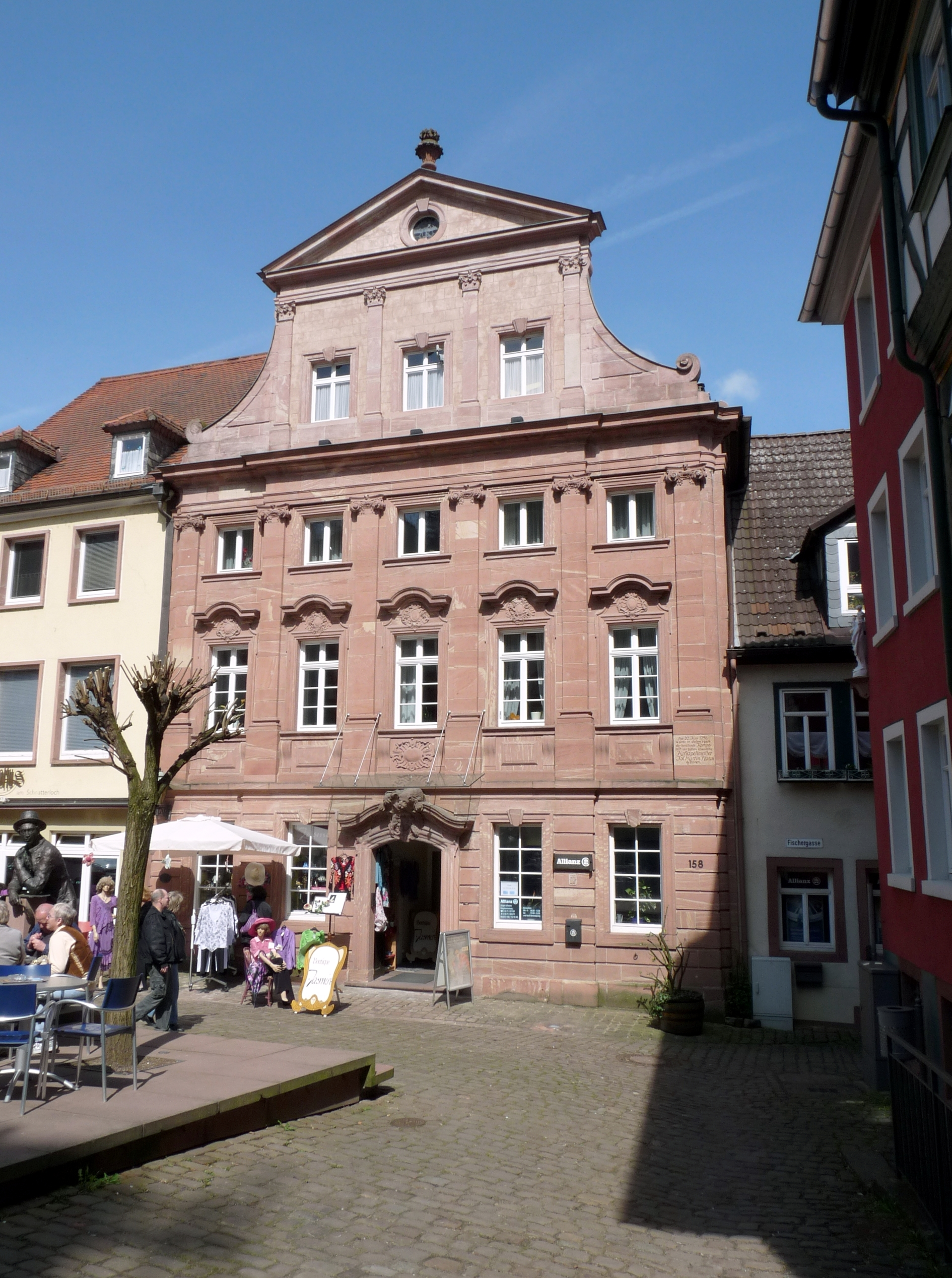
Födelsehuset i Miltenberg.

År 1992 grundades Svenska Kraus-sällskapet. Ett torg i Bergshamra i Solna kommun döptes 2006 till Kraus torg, och en relief över Kraus av Björn S. Jonsson sattes upp där.
Kraus verk finns bevarade på Uppsala universitetsbibliotek. Flera av Kraus sceniska verk har under åren givits på Drottningholms slottsteater.

## Produktioner

### Musikaliska verk
Verkförteckningen omfattar 208 nummer, samt 15 nummer som "Anhang". Bertil van Boer har upprättat förteckningen .
- Lista över kompositioner av Joseph Martin Kraus

### Andra verk
- Brev 1776-1792, översättning och kommentarer av Hans Åstrand, 2006, Kungl. Musikaliska akademiens skriftserie, 108 (ISSN 0347-5158)